# Bardymsky (huyện)
Huyện Bardymsky (tiếng Nga: ? райо́н) là một huyện hành chính tự quản (raion), của Vùng Perm, Nga. Huyện có diện tích 2406 km². Trung tâm của huyện đóng ở Barda.